# Płacik okołośrodkowy

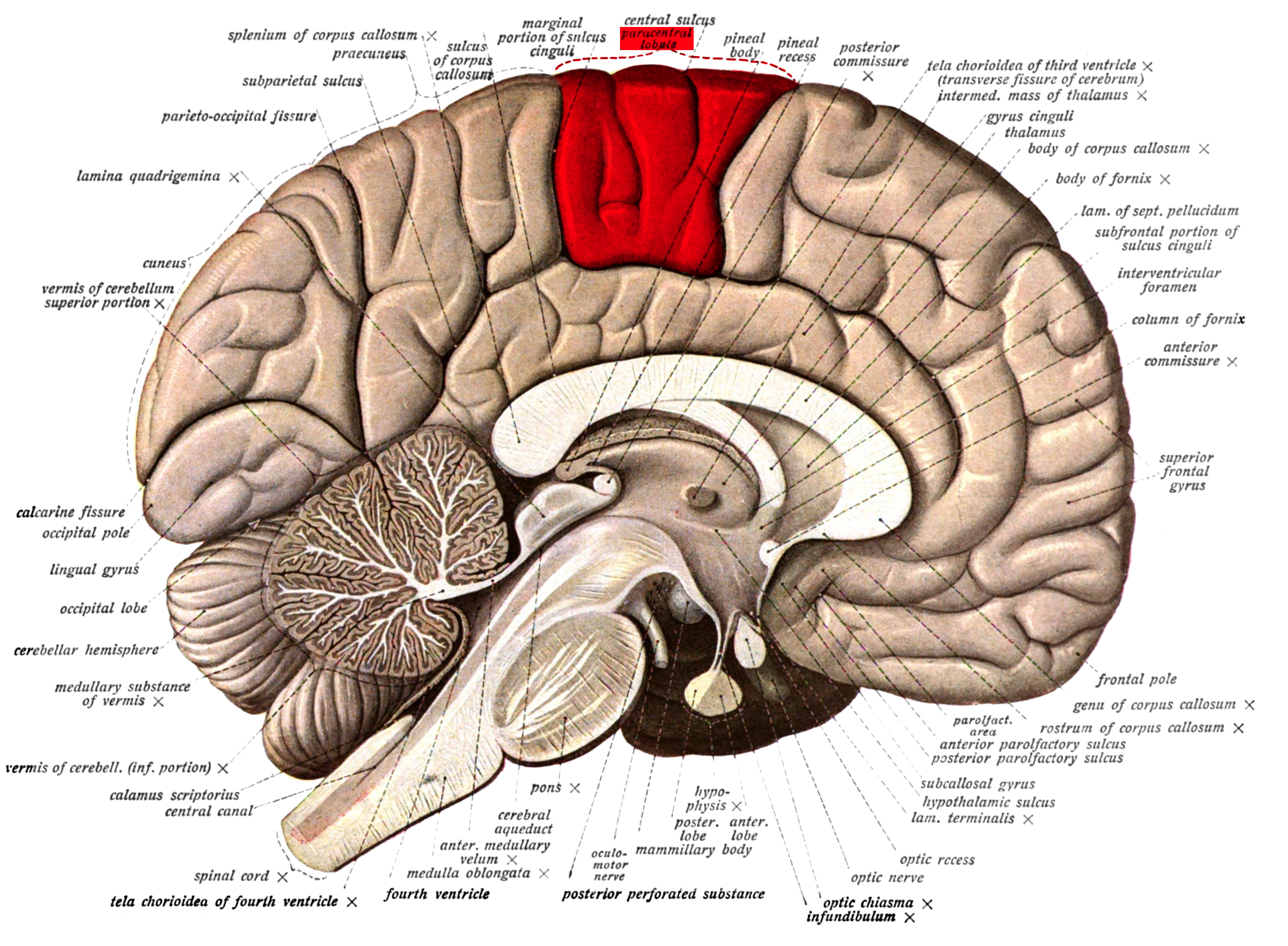
Półkula mózgu widoczna od strony przyśrodkowej. Płacik okołośrodkowy oznaczony czerwonym kolorem

Płacik okołośrodkowy (łac. lobulus paracentralis) – struktura anatomiczna ludzkiego mózgu.
Płacik okołośrodkowy leży w kresomózgowiu, na powierzchni półkul mózgu. Znajduje się na ich powierzchni przyśrodkowej. Struktury tej nie można w całości przyporządkować do żadnego z płatów kresomózgowia. Część przednia płacika okołośrodkowego należy bowiem do płata czołowego, podczas gdy część tylna zalicza się do płata ciemieniowego. Od przodu graniczy z nim niekiedy bruzda okołośrodkowa, niebędąca strukturą stałą. Od tyłu leży bruzda obręczy, która odgranicza płacik okołośrodkowy również od strony dolnej. Z kolei od góry od płacika leżą zakręt przedśrodkowy (sąsiadujący z przednią częścią płacika okołośrodkowego) i zakręt zaśrodkowy (leżący przy jego części tylnej).